# Aethalops
Aethalops — рід рукокрилих, родини Криланових.

## Морфологія
Найменший з криланових Старого Світу. Забарвлення часто чорне або одного з відтінків темно-сірого. Цей рід відрізняється зовні хутром, вузькими міжстегновими мембранами, відсутністю хвоста, дрібною п'ятковою кісткою і маленькими вухами. 

## Поведінка
У Малаккському півострові ці криланові рідкісні, відомі тільки з лісу вище 1000 метрів над рівнем моря. Вагітні самиці були записані в період з лютого по червень.

## Види
- Aethalops
  - Aethalops aequalis
  - Aethalops alecto